# Óscar Strático
Óscar S. Strático (ur. 19 stycznia 1956) – argentyński zapaśnik walczący w obu stylach i judoka. Dwukrotny olimpijczyk. Odpadł w eliminacjach turnieju w Montrealu 1976 w judo. Uczestniczył w turnieju zapaśniczym na igrzyskach Los Angeles 1984 w kategorii 74 kg w obu stylach wagowych. 
Brązowy medalista igrzysk panamerykańskich w judo w 1975 roku.
Jego brat Alejandro Strático był judoką, olimpijczykiem z Los Angeles 1984.
Wygrał igrzyska Ameryki Południowej w 1982 i 1986 w zapasach.